# McGregor Range
Il McGregor Range è una catena montuosa situata nella parte interna della Columbia Britannica, in Canada.
È situata tra l'asse centrale delle Montagne Rocciose e il fiume Fraser a nordest e sudest, e tra il Torpy River a sudest e il McGregor
a sudovest.
Anche se è molto montuoso e adiacente alle Montagne Rocciose, il McGregor Range fa parte del Plateau McGregor che a sua volta è una suddivisione del Plateau Fraser.

## Denominazione
La catena è stata così chiamata in onore del capitano canadese James Herrick McGregor, morto il 25 aprile 1915 nella seconda battaglia di Ypres, in Belgio, nel corso della prima guerra mondiale, mentre prestava servizio nel 16th Battalion Canadian Highland Brigade.